# Ticone
Ticone  è un nome proprio di persona italiano maschile.

## Varianti
- Femminili: Ticona[1]

### Varianti in altre lingue
- Bielorusso: Ціхан (Cichan)
- Catalano: Ticó[2]
- Greco antico: Τυχων (Tychon)[3][4]
- Latino: Tychon
- Polacco: Tychon
- Russo: Тихон (Tichon)[3]
- Serbo: Тихон (Tichon)
- Spagnolo: Ticón[2]
- Ucraino: Тихон (Tychon)

## Origine e diffusione
Deriva dall'antico nome greco Τυχων (Tychon); secondo alcune fonti sarebbe basato sul verbo τυγχανω (tynchano, "colpire nel segno", "avere successo"), mentre altre lo riconducono al termine τυχη (tyche, "fortuna").
Nella mitologia greca, Ticone era una divinità associata a Priapo, nonché un epiteto di Ermes; il nome tuttavia è ricordato principalmente per essere stato portato da san Ticone, un vescovo cipriota che lavorò per estirpare il culto di Afrodite dall'isola. La diffusione in Italia, dipendente proprio dalla fama di tale santo, è comunque molto scarsa.

## Onomastico
L'onomastico si può festeggiare in memoria del già citato san Ticone, vescovo di Amatunte di Cipro e patrono dei panettieri, commemorato il 16 giugno.

## Persone

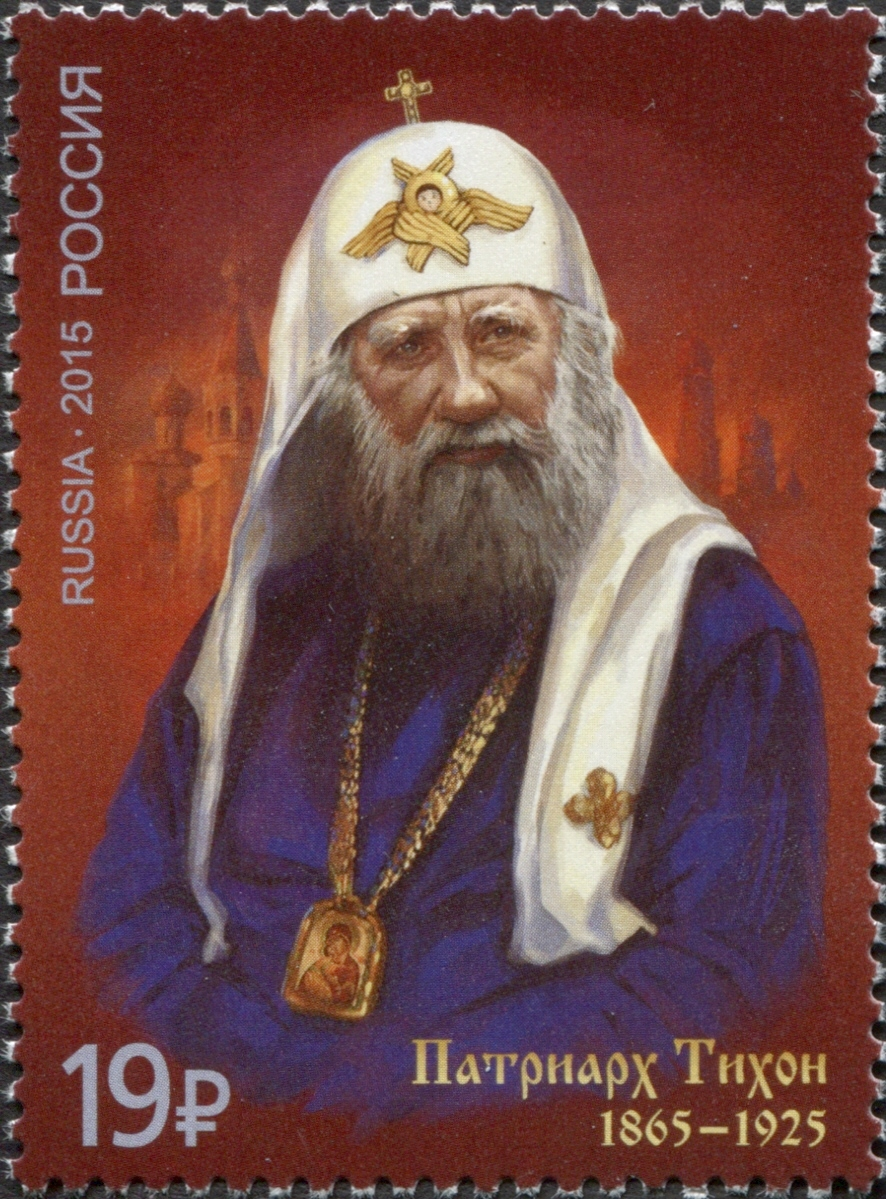
Tichon di Mosca

- Ticone di Amato, vescovo cipriota

### Variante Tichon
- Tichon di Kaluga, monaco russo
- Tichon di Mosca, patriarca russo
- Tichon di Zadonsk, monaco e vescovo russo
- Tichon Kiselëv, politico sovietico